# Ikeda, Hokkaido
Ikeda (japanska: 池田町?, Ikeda-chō) är en landskommun (köping) i Hokkaido prefektur i Japan. 